# Infidel
Infidel (englisch für Ungläubiger) ist ein Textadventure des US-amerikanischen Spieleentwicklers Infocom aus dem Jahre 1983. Es behandelt die Erforschung einer altägyptischen Pyramide.

## Handlung
Der Spieler ist ein Abenteurer, der ursprünglich als Assistent des Archäologen Craige im Ägypten der 1980er-Jahre auf der Suche nach Pyramiden ist. Enttäuscht durch mangelnde Anerkennung seitens Craige hintergeht er seinen Vorgesetzten, indem er heimlich den Auftrag der Tochter eines Archäologen, eine auf mysteriösen Dokumenten verzeichnete Pyramide zu finden, annimmt und hastig eine eigene Expedition zusammenstellt. Während dieser Expedition wird der Spieler nach einigen (teils selbst verschuldeten) Rückschlägen von seinem Team verlassen und wacht zu Beginn des Spiels im weitgehend geräumten Ausgrabungscamp auf, ohne Hilfsmittel und fernab jeder Zivilisation. Die Spielziele sind zunächst das Überleben des Spielers, später dann das Finden und Erforschen der geheimnisvollen Pyramide, die das Grab einer Königin beherbergt.
Die Pyramide wurde von den Priestern der Königin mit zahlreichen Fallen versehen, um Grabräuber abzuhalten. Im Spielverlauf muss der Spieler die Fallen lokalisieren und entschärfen und dafür unter anderem (aus technischen Gründen durch ASCII-Zeichen dargestellte) Hieroglyphen entziffern. Weiterhin gilt es, die Räumlichkeiten in der Pyramide so zu manipulieren, dass der Zugang zu weiteren Räumlichkeiten ermöglicht wird. In der Sekunde seines Triumphes, beim Öffnen des Sarkophages der Königin am Ende des Spiels, wird der Spieler von einer dieser Fallen lebendig begraben.

## Spielprinzip und Technik
Infidel ist ein Textadventure, das heißt, es gibt keinerlei grafische Elemente. Umgebung und Geschehnisse werden als Bildschirmtext aus- und die Handlungen des Spielers ebenfalls als Text über die Tastatur eingegeben. Der Parser von Infidel versteht ca. 600 Wörter, knapp so viele, wie der Parser von Zork beherrschte. Im Gegensatz zu anderen Infocom-Spielen kommen in Infidel keinerlei Nicht-Spieler-Charaktere (NPCs) vor, was durch das Setting (erstmalige Erforschung einer Pyramide) erklärbar ist.
Als Beilagen („Feelies“) enthielten die frühen Veröffentlichungen von Infidel ein fiktives Expeditionstagebuch, einen Brief an die Auftraggeberin, die Übersetzung eines Hieroglyphenfragments durch den Vater der Auftraggeberin und eine Karte der Umgebung des Ausgrabungscamps. Diese Beilagen wurden im Spiel referenziert und stellten mithin einen Kopierschutz dar, so muss zur Lokalisierung der Pyramide beispielsweise die dem Spiel beigelegte Karte herangezogen werden.
Für das Lösen bestimmter Rätsel vergibt das Spiel insgesamt 400 Punkte. Das Spiel hat kein Happy End und endet mit dem Tod des Spielers. Um die volle Punktzahl zu erreichen, muss der Spieler allerdings seinen Tod nicht herbeiführen, sondern kann nach dem Auffinden eines Artefakts kurz vor dem Ende des Spiels selbiges beenden. Das Narrativ des Spiels bleibt dabei unvollendet, aber die volle Punktzahl deutet ein positives Ende an.

## Entwicklungs- und Veröffentlichungsgeschichte
Infidel geht auf ein Autorenmeeting bei Infocom zurück, bei dem beschlossen wurde, nach mehreren erfolgreichen Titeln der Genres Fantasy und Science-Fiction Spiele nach Art von Abenteuerromanen zu entwickeln. Das Genre erlebte seit dem Kinoerfolg von Jäger des verlorenen Schatzes ein Revival und schien mithin kommerziell vielversprechend. Das erste Spiel der geplanten Reihe Tales of Adventure sollte in einer bis dato unerforschten, ägyptischen Pyramide spielen; der Arbeitstitel war Pyramid. Michael Berlyn wurde mit der Ausarbeitung des Plots betraut. Um eine glaubwürdige Spielwelt zu schaffen, kontaktierte Berlyn die Ägyptologie-Doktorandin Patricia Fogleman von der Harvard University, die bei der Gestaltung der Örtlichkeiten und der konsistenten Implementierung der altägyptischen Mythologie half und als Koautorin geführt wird. Berlyn selbst war mit dem Ergebnis unzufrieden; in einem Interview gab er an, das Spiel regelrecht zu hassen ("There are a lot of personal reasons for my disgust (I hate the game, myself) over the whole Infidel project"). Unter den ersten zehn Spielen von Infocom war Infidel dasjenige mit den geringsten Absatzzahlen; weniger als 50.000 Kopien wurden verkauft.
Weitere Titel der Reihe Tales of Adventure waren Cutthroats (1984) und Seastalker (1984).
2019 wurde der Quelltext des Spiels auf dem Software-Entwicklungs-Repository GitHub veröffentlicht.

## Rezeption
Das zeitgenössische US-amerikanische Magazin Computer Games stufte das Spiel als "schwer" ein und lobte seine "exzellente Prosa" sowie die rudimentären Experimente mit ASCII-Grafiken, die dem Genre eine "neue Dimension" hinzufügten. Die Computer Gaming World hob besonders die Verpackungsaufmachung als "herausragend" hervor. Positiv hervorgehoben wurden in der Presse das generelle Setting des Spiels sowie der clevere Umgang mit dem Thema Hieroglyphen. Kritisiert wurden der im Vergleich zu vorherigen Infocom-Spielen geringe psychologische Tiefgang, der stellenweise unzureichende Parser und die mitunter speicherbedingt spartanischen Raum- und Objektbeschreibungen. Das Ende polarisierte: Viele Kritiker empfanden es als abrupt und enttäuschend, einige als realistisch.
Der US-Ludologe Jimmy Maher legte 2013 in einem Essay über Infidel zunächst dar, dass das Spiel mit seinem Fehlen von NPCs und der durchgehend statischen Umgebung von den üblicherweise dynamischen Spielwelten Infocoms deutlich abweiche. Die Besonderheit des Spiels liege vielmehr im Protagonisten des Spiels. Während dem Abenteuergenre typischerweise ein latenter Rassismus innewohne, der den weißen Abenteurer als fremden Zivilisationen überlegen kennzeichne, sei der Protagonist in Infidel ein als unsympathisch angelegter Typ, der am Spielende die Strafe für sein egoistisches und destruktives Verhalten erhalte. Im Dokumentarfilm Get Lamp von 2010 erklärte Berlyn hierzu, Infidel sei das erste Videospiel, das dem Spieler erkläre, "wer er sei und warum er so sei und ihn genau dafür ins Gesicht schlage". Laut Maher werfe Infidel im Kern die Designfrage auf, ob der Spieler in einem Textadventure eine Rolle annehmen und ihr folgen oder aber die Story selbst mitbestimmen solle. Berlyn habe sich für ersteren Weg entschieden und sei von zahlreichem negativen Feedback überrascht worden; in Get Lamp gab er an, dass die Reaktionen von Fans und Medien innerhalb der Firma Infocom einen Umdenkprozess in Gang gesetzt hätten, basierend auf der Erkenntnis, dass Spieler weniger ein literarisches Erlebnis als vielmehr ein Spiel wollten, in dem sie sich wiederfinden. Das Retro-Blog Gaming After 40 lobte in einer Retrospektive von 2011 die Detailtreue, die präzise ausgearbeiteten Rätsel und den unkonventionellen Ansatz, einen Antihelden zur Spielerfigur zu wählen, kritisierte aber den stellenweise störrischen Parser sowie die Tatsache, dass auf modernen Interpretern mit proportionalen Zeichensätzen die ASCII-Grafiken kaum leserlich wären. Nick Montfort, Professor für digitale Medien am MIT, analysierte, dass sich Infidel als erstes Adventure von klassischen Spielzielen des Genres abwende und soziale und politische Themen kommentiere. Der Protagonist sei durch seine Gier geprägt, was für Adventures der frühen 1980er-Jahre Standard sei, allerdings werde dieser Wesenszug nicht wie beispielsweise in Zork humoristisch verklärt. Das Spiel sei „hochgradig moralistisch“ und der Protagonist klischeebeladen. Dennoch habe Infidel zeitweise als das literarischste von Infocoms Adventures gegolten. Montfort sieht den zwei Jahre zuvor erschienenen Film Jäger des verlorenen Schatzes als wichtigen Einfluss für das Spiel.